# Stowarzyszenie Miłosierdzia Św. Wincentego á Paulo
Stowarzyszenie Miłosierdzia św. Wincentego a Paulo – forma zorganizowanego niesienia pomocy ubogim, istniejąca w parafiach Kościoła katolickiego, skupiająca wiernych świeckich. Grupy parafialne, zyskując osobowość prawną przekształcają się w organizacje zrzeszone w Międzynarodowym Stowarzyszeniu Miłosierdzia z siedzibą w Belgii (Association Internationale des Charités).
Członkowie stowarzyszenia zabiegają o zaspokojenie duchowych i materialnych potrzeb ubogich, jak również o własną formację chrześcijańską.

## Historia
Pierwsze bractwa miłosierdzia zakładane były w XVII wieku we Francji przez św. Wincentego á Paulo. Na gruncie polskim dzieło zaszczepione zostało wraz z przybyciem do Warszawy zakonnic ze Zgromadzenia Sióstr Miłosierdzia św. Wincentego à Paulo, popularnie nazywanych szarytkami, w 1652. Stowarzyszenia działały swobodnie na terenie Polski do 1950, kiedy władze komunistyczne zakazały ich działalności. Zakaz zniosła ustawa sejmowa w 1989 roku.

## Stowarzyszenie w Polsce
- przy parafii św. Krzyża w Warszawie[3]
- przy parafii NMP z Lourdes w Krakowie[4]
- przy parafii bł. Anieli Salawy w Krakowie[5]
- przy parafii Zesłania Ducha Świętego w Sopocie[6]